# Cantone di Saint-Vincent-de-Tyrosse
Il Cantone di Saint-Vincent-de-Tyrosse era una divisione amministrativa dell'arrondissement di Dax.
È stato soppresso a seguito della riforma complessiva dei cantoni del 2014, che è entrata in vigore con le elezioni dipartimentali del 2015.
Comprendeva i comuni di:
- Bénesse-Maremne
- Capbreton
- Josse
- Labenne
- Orx
- Sainte-Marie-de-Gosse
- Saint-Jean-de-Marsacq
- Saint-Martin-de-Hinx
- Saint-Vincent-de-Tyrosse
- Saubion
- Saubrigues